# Estadio Nacional de Fútbol de Nicaragua
El Estadio Nacional de fútbol de Nicaragua es un estadio ubicado en la ciudad de Managua, es el principal estadio de fútbol del país. El estadio fue inaugurado el 14 de abril de 2011 y tiene una capacidad para albergar a 18 530 espectadores. 
El primer juego oficial en este estadio se llevó a cabo el 6 de septiembre de 2011, en el que Nicaragua recibía a Panamá, por la clasificación a la Copa Mundial de Fútbol de 2014.
A veces, cuando juega la selección, se colocan unas gradas provisionales en las gradas norte y sur adicionalmente una zona vip, lo cual aumenta su capacidad hasta 16.500 localidades.

## Historia
Este estadio fue construido debido a la necesidad de tener un estadio de primer nivel donde pudieran realizarse partidos en el país. Muchas veces tenían que realizarse en el Estadio Nacional Dennis Martínez a pesar de que este fuera para béisbol. Además los equipos nicaragüenses no podían asistir a la Concacaf Liga Campeones debido a que no había estadios aprobados por FIFA. La popularización por este deporte también ha sido un factor importante para construir tanto este estadio como el Estadio Independencia en Estelí.
Para las Clasificación de Concacaf para la Copa Mundial de Fútbol de 2026, en la ronda 2, Nicaragua enfrentó a Guyana a la que derrotó por un marcador de (1-0), y se rompió un record de asistencia coon la presencia de 18,532 aficionados en el estadios, superior a los 18,000 registrados en el pasado.

## Ubicación
El estadio se encuentra en las instalaciones de la Universidad Nacional Autónoma de Nicaragua, y fue un proyecto conjunto entre esta, la FENIFUT y el gobierno de Nicaragua. Sirve además para promover las actividades deportivas entre los estudiantes de la UNAN.

## Redes sociales
Facebook: Estadio Nacional de Fútbol de Nicaragua
Twitter: Estadiofutnic
Instagram: Estadiofutnic